# Shimotsuma

Shimotsuma (下妻市 Shimotsuma-shi?) este un municipiu din Japonia, prefectura Ibaraki.